# تضخم القولون
تضخم القولون (بالإنجليزية: Megacolon) هو تمدد غير طبيعي في القولون (الأمعاء الغليظة). يكون التمدد غالبًا مصحوبًا بشلل في حركات الأمعاء. وفي الحالات القصوى، يتصلب البراز إلى كتل صلبة داخل القولون، تُسمّى ورم برازي (fecalomas)، والتي يمكن أن تتطلب عملية جراحية لإزالتها.
يعتبر قولون الإنسان مُتضخّمًا بشكل غير طبيعي إذا كان قطره أكبر من 12 سم في الأعور (عادة ما يكون أقل من 9 سم)، أو إذا كان أكبر من 6.5 سم في المنطقة السينية المستقيمة وإذا كان أكبر من 8 سم في القولون الصاعد. وعادةً ما يكون القولون المستعرض أقل من 6 سم قُطْرًا.
يمكن أن يكون تضخم القولون إما حادًا أو مزمنًا. ويمكن أيضا أن يُصنَّف وِفقًا للسبب.

## العلامات والأعراض
تشمل العلامات والأعراض الخارجية الإمساك لمدة طويلة جدا، انتفاخ البطن وألم البطن غير المُحتمَل، وعند الفحص؛ يمكن الإحساس بكتلة صلبة من البراز. وفي تضخُّم القولون السمي: حمى، وانخفاض مستوى البوتاسيوم في الدم، وعدم انتظام دقات القلب والصدمة. لُوحظت قرحة برازية في بعض الأحيان في تضخم القولون المزمن، والتي قد تؤدي إلى ثقب في جدار الأمعاء في حوالي 3% من الحالات، مما يؤدي إلى تعفن الدم و خطر الموت.

## السبب
- تضخم القولون الخِلقي
- بعض الأدوية
- تضخم القولون المُكتَسب، هناك العديد من الأسباب المحتملة:
  - تضخم القولون مجهول السبب
  - تضخم القولون السمي
  - تضخم القولون نتيجة العدوى
    - المطثية العسيرة
    - الكروزية المثقبية

  - الأمراض الأخرى العصبية، والجهازية، والاستقلابية

### تضخم القولون بانعدام العقد (لاعقدي)
يُسمَّى أيضًا مرض هيرشسبرونغ، وهو اضطراب خلقي في القولون، يحدث عند غياب الخلايا العصبية من الضفيرة العضلية المعوية في جدرانه، المعروفة أيضًا باسم خلايا العقدة. مرض هيرشسبرونغ اضطراب نادر (1:5000)، ويكون مدى انتشاره بين الذكور أربع مرات أكثر من الإناث. يتطور المرض في الجنين خلال المراحل المبكرة من الحمل. يرتبط الاستعداد الوراثي لمرض هيرشسبرونغ بكروموسوم 13 حيث تحدث طفرة مغلطة في منطقة فائقة الحفاظ تعطل وظائف مستقبلات الـ W276C. وقد ظهر ارتباط سبعة جينات أخرى بذلك. وإذا لم يُعالَج المريض يمكن أن يحدث التهاب الأمعاء.

### الأدوية
يمكن أن يؤدي ريسبيريدون، مضاد للذهان، إلى تضخم القولون.

### تضخم القولون السمي
يحدث تضخم القولون السمي بشكل أساسي في التهاب القولون التقرحي والتهاب القولون الغشائي، اثنان من التهابات القولون المزمنة (وأحيانًا في نوع آخر من مرض التهاب الأمعاء، داء كرون). لم تُفهم بعد باثولوجيا المرض بشكل كامل، فمن المحتمل أن يكون بسبب الإفراط في إنتاج أكسيد النيتريك في التهاب القولون التقرحي. ويحدث بنسب تقريبًا متساوية في كلا الجنسين.
في المرضى الذين يعانون من فيروس نقص المناعة البشرية/الإيدز، والفيروس المضخم للخلايا (CMV)؛ يكون التهاب القولون هو السبب الرئيسي لتضخم القولون السمي وفتح البطن في حالات الطوارئ. قد يُزيد أيضًا الفيروس المُضخِّم للخلايا (CMV) من خطر الإصابة بتضخم القولون السمي في المرضى المصابين بالتهاب الأمعاء حتى دون الإصابة بفيروس نقص المناعة البشرية/الإيدز.

### داء شاغاس
يمكن أن يكون تضخم القولون مُصاحِبًا لداء شاغاس.
في وسط وجنوب أمريكا، كان حدوث تضخم القولون المزمن الأكثر شيوعًا هو الذي لوحظ في حوالي 20% من المرضى المصابين بمرض شاغاس. يحدث مرض شاغاس نتيجة  الكروزية المثقبية، أوالي سوطي ينتقل عن طريق البراز من حشرة بالعة الدم، بق الحشاشين، عندما تتغذى عليها. يمكن أن يكون مرض شاغاس ِمُكتسبًا أيضًا، من خلال نقل الدم أو زرع الأعضاء، ونادرًا مايحدث عن طريق الأغذية الملوثة (على سبيل المثال: عصير القصب). هناك العديد من النظريات حول كيفية تضخم القولون (و أيضًا تضخم المريء) في داء شاغاس. كان الطبيب النمساوي-البرازيلي الطبيب والطبيب الشرعي فريتز أول من اقترح الفرضية العصبية استنادًا إلى تدمير الضفيرة العصبية أورباخ في جدران الأمعاء في مرضى شاغاس. يؤدي تدمير الجهاز العصبي اللاإرادي إلى فقدان الانقباض الطبيعي للعضلات الملساء وبالتالي التمدد التدريجي للجدار لاحقًا. أثبتت أبحاثه مايلي، عن طريق تحديد عدد الخلايا العصبية في الجهاز العصبي اللاإرادي في الضفيرة العصبية أورباخ:
1. انخفض عدد الخلايا العصبية بشدة في جميع أنحاء الجهاز الهضمي.
2. ظهر تضخم القولون فقط عندما كان هناك انخفاض أكثر من 80٪ في عدد الخلايا العصبية
3. ظهرت هذه الأمراض نتيجة لاختلال السيطرة العصبية المتكاملة على التمعج (انقباض العضلات الحلقي) في تلك الأجزاء والذي يكون ضروريًا بقوة للحث على القيام بالبلعة المعوية من البراز.
4. يبدو أن تضخم القولون مجهول السبب وتضخم القولون نتيجة داء شاغاس لديهم نفس السبب، أي تدمير الضفيرة العضلية المعوية. لكن لم يتم بعد تحديد لماذا تسبب الكروزية المثقبية تدميرها. وهناك أدلة على وجود أعصاب محددة، فضلًا عن رد فعل نظام المناعة غير المنضبط.

## التشخيص
يتحقق التشخيص بشكل أساسي عن طريق التصوير الشعاعي العادي والمتباين والتصوير بالموجات فوق الصوتية. تفيد دراسة علامات عبور القولون في التمييز بين جمود القولون وأسباب الإعاقة الوظيفية للمَنفذ. في هذا الاختبار، يبتلع المريض بلعة قابلة للذوبان في الماء ويتم الحصول على الأفلام في وقت لاحق بعد يوم و3 و5 أيام. يُظهر المرضى الذين يعانون من جمود القولون علامة انتشار في جميع أنحاء الأمعاء الغليظة، في حين يُظهر المرضى الذين يعانون من انسداد المنفذ تراكمات بطيئة للعلامات في بعض الأماكن. ويمكن أيضًا أن يُستخدم تنظير القولون لاستبعاد الأسباب المُعيقة الميكانيكية. قد يساعد قياس الضغط الشرجي على تمييز الأشكال المُكتسبة من الخِلقية. يُنصَح بأخذ خزعة من المستقيم لإجراء التشخيص النهائي لتضخم القولون الخِلقي.

## العلاج
وتشمل العلاجات الممكنة:
- في الحالات المستقرة، يكون استخدام الملينات، وكذلك التعديلات في النظام الغذائي وعادات التبرز فعالًا.
- يُستخدم الكورتيزون وغيره من الأدوية المضادة للالتهابات في تضخم القولون السمي.
- تُستخدم المضادات الحيوية للإصابات البكتيرية مثل فانكومايسين عن طريق الفم للـClostridium
- منع انحشار البراز وتخفيف الضغط باستخدام أنابيب شرجية وأنابيب أنفية معدية.
- عندما يتأزم تضخم القولون وتفشل الإجراءات التحفظية في استعادة العبور، قد يكون من اللازم إجراء عملية جراحية.
- يمكن أيضًا استخدام بيثانيكول لعلاج تضخم القولون عن طريق عمله الكوليني المباشر وتحفيزه للمستقبلات المسكارينية مما يؤدي إلى إحداث تأثير مماثل للجهاز العصبي اللاودي.

هناك العديد من الطرق الجراحية لعلاج تضخم القولون، مثل استئصال القولون (إزالة القولون بأكمله) مع مفاغرة لفائفية مستقيمية (ربط القطاعات المتبقية من اللفائفي والمستقيم)، أو استئصال المستقيم والقولون الكلي (إزالة القولون، والسيني والمستقيم)، يليه فغر اللفائفي أو يليه مفاغرة لفائفية شرجية.

## وصلات خارجية
- Hirschsprung's disease
- Megacolon resources نسخة محفوظة 27 نوفمبر 2004 على موقع واي باك مشين.
- مدلاين بلس Toxic megacolon

- Megacolon in cats